# Inergen
Inergen ist der Markenname für ein patentiertes Gemisch aus Stickstoff, Argon und Kohlenstoffdioxid, das als Löschmittel zur Brandbekämpfung eingesetzt wird. Der Name ist ein Kunstwort, das sich aus den englischen Bezeichnungen „inertgas“ (Argon) und „nitrogen“ (Stickstoff) zusammensetzt. Bezeichnung ist auch IG-541.
Bei einem durch Löschung mit Inergen reduzierten Sauerstoffanteil in der Raumluft bleibt die Sauerstoffaufnahme über die menschliche Atmung weitgehend erhalten. 
Inergen besteht zu 52 Volumenprozent (Vol.-%) aus Stickstoff, zu 40 Vol.-% aus Argon und zu 8 Vol.-% aus Kohlenstoffdioxid. Alle diese Gase sind geruch- und geschmacklos und nicht brennbar. Kohlenstoffdioxid spaltet sich erst bei über 2000 °C in Sauerstoff und Kohlenmonoxid auf. Die Gase sind kaum treibhauswirksam. 
Durch die Zusammensetzung ergibt sich eine Dichte, bei der Inergen nur langsam aus relativ dicht abgeschlossenen Räumen entweicht. So kann die Löschgaskonzentration über einen langen Zeitraum aufrechterhalten werden. Es wird entsprechend dem Löschprinzip nur in stationären Anlagen verwendet, nicht in Handfeuerlöschern. Beim Ausströmen von Inergen findet keine Vernebelung statt. Somit wird die Sicht nicht behindert, wie es bei CO2 der Fall ist.
Inergen wird in Flaschen mit 200 oder 300 Bar gespeichert. Der Partialdruck von CO2 beträgt darin höchstens (0,08 ⋅ 300 bar =) 24 bar, so dass bei Raumtemperatur keine Verflüssigung (57 bar Dampfdruck) stattfindet. Mangels Phasenübergang kommt es beim Entspannen nicht zu so starker Abkühlung wie bei Flüssig-CO2 und dadurch  tritt auch keine so starke Sichtbehinderung durch Kondensation von Wassernebel auf. Je Kubikmeter Raumvolumen müssen für Inergen ca. 2 Liter (Flaschen-)Speichervolumen vorgesehen werden. 

## Humanverträglichkeit

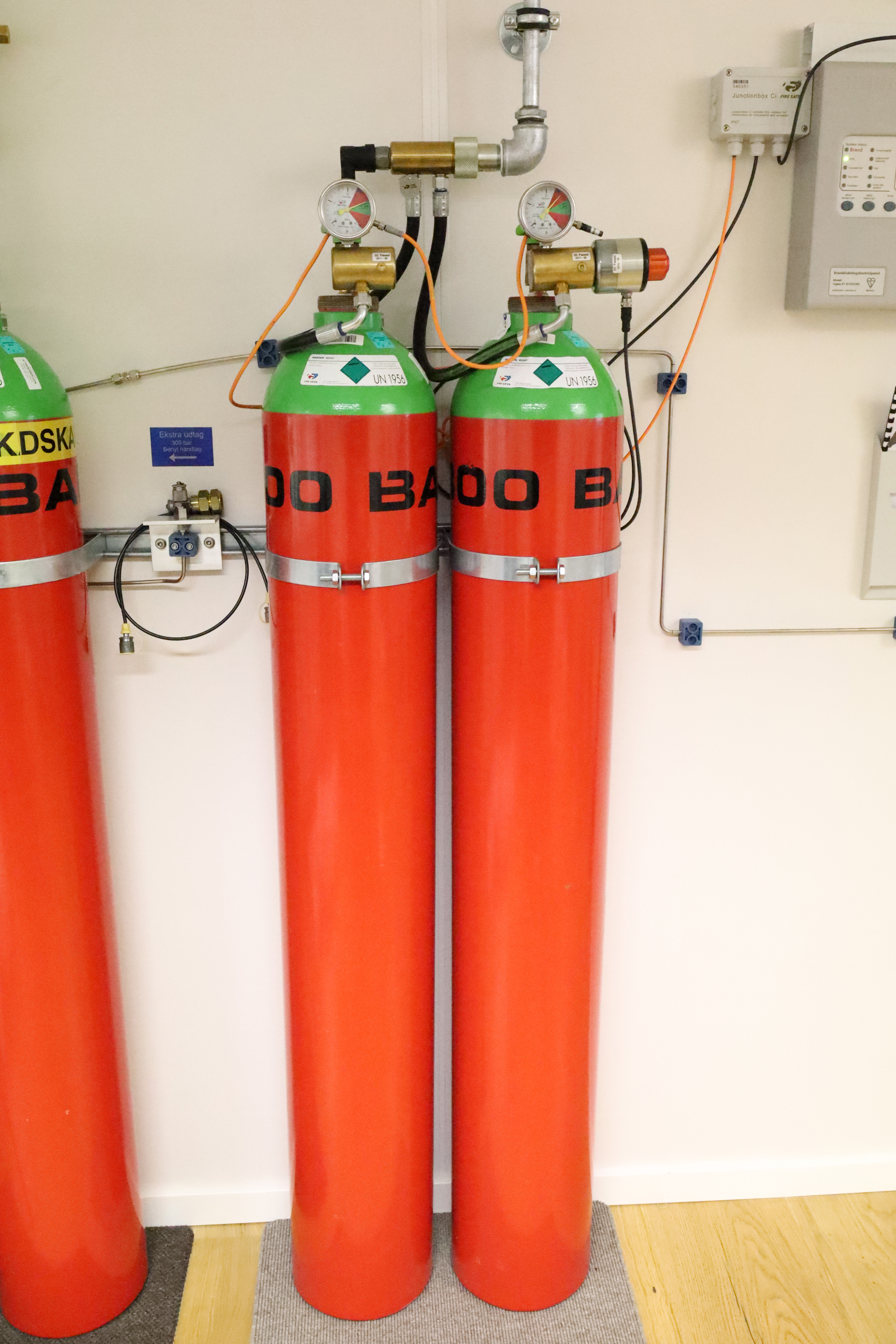
Mit Inergen gefüllte Stahlflaschen

Wichtig für die Humanverträglichkeit von Inergen ist die physiologische Wirkung von Kohlenstoffdioxid (CO2). Es beschleunigt die Atmung, sodass der Sauerstoffmangel in der Raumluft ausgeglichen wird.  
Der menschliche Körper produziert ständig CO2. Der Körper versucht den CO2-Druck im Blut konstant zu halten (etwa 40 Torr, entspricht 53 mbar), damit er nicht übersäuert (Azidose) oder ein zu geringer Säuregehalt (Alkalose) entsteht. Das Gehirn bemerkt jede Änderung der CO2-Konzentration und regt die Lunge dazu an, entweder mehr CO2 auszuatmen oder zurückzuhalten. Wenn weniger Sauerstoff in der Umluft vorhanden ist als normal, müsste die Atmung gesteigert werden, um den Körper funktionstüchtig zu halten. Doch das Gegenteil ist der Fall, da durch eine verstärkte Atmung mehr CO2 abgegeben werden müsste, als wieder aufgenommen werden kann. 
Befindet sich jetzt allerdings in der Umluft eine CO2-Konzentration, die einen Ausgleich schaffen kann, wird die Atmung gesteigert. Der Säuregrad wird dadurch konstant gehalten und die Durchblutung des Gehirns lässt ebenfalls nicht nach.
Die CO2-Konzentration in einem Raum darf dabei 5 Vol.-% nicht überschreiten.
Wird nur mit Inergen statt mit Inertgasen gelöscht, kann die Sauerstoffkonzentration auf 10 Vol.-% gesenkt werden, ohne dass dies zum Tode führt.
Wird Luft im Verhältnis 50:50 mit Inergen (das selbst 8 % CO2 enthält) versetzt, so enthält diese Mischung noch gut 10 % Sauerstoff und 4 % CO2, was Verbrennungsvorgänge deutlich dämpft und das (forcierte) Atmen für Menschen noch knapp lebenserhaltend sein lässt. Die gleiche Halbierung des Sauerstoffgehalts durch Argon würde die Atmung nicht beschleunigen, die Halbierung durch CO2 alleine lässt den Menschen durch zu hohen Gehalt an CO2 von 50 % ersticken. Zur Einordnung: Eine Flamme aus n-Heptan erlischt beim Verhältnis 69:31 Luft zu Inergen.